# Finlandia Środkowa
Finlandia Środkowa (Keski-Suomi) – region Finlandii, położony w prowincji Finlandia Zachodnia. Stolicą regionu jest Jyväskylä.

## Podregiony i gminy
Finlandia Środkowa jest podzielona na 6 podregionów i 23 gminy:
- Jyväskylä
  - Hankasalmi
  - Jyväskylä
  - Laukaa
  - Muurame
  - Petäjävesi
  - Toivakka
  - Uurainen
- Joutsa
  - Joutsa
  - Luhanka
- Keuruu
  - Keuruu
  - Multia
- Jämsä
  - Jämsä
  - Kuhmoinen
- Äänekoski
  - Konnevesi
  - Äänekoski
- Saarijärvi-Viitasaari
  - Kannonkoski
  - Karstula
  - Kinnula
  - Kivijärvi
  - Kyyjärvi
  - Pihtipudas
  - Saarijärvi
  - Viitasaari